# Francesco Dolce
Francesco Dolce est un joueur Italien de rink hockey né le 22 août 1973. Il a joué durant trois saisons dans le club de Saint-Omer.

## Parcours sportif
En 2010, il rejoint le championnat de France. Il y intègre le SCRA Saint-Omer où il reste pendant trois saisons avant de partir pour le club de Sarzana. 

### Palmarès
En 2012, il s'adjuge la Coupe de France avec le club de Saint-Omer. La saison suivante, il remporte le championnat de France.